# Jorge Pérez Gazitúa
Jorge Pérez Gazitúa (Valparaíso, Chile, 6 de mayo de 1895) fue un ingeniero, empresario y político chileno.

## Vida privada
Hijo del Almirante Lindor Pérez Gacitúa y de doña Cleta Gazitúa Argüelles, se casó con doña Raquel Encina Larrain.
Fue socio del Club de La Unión y del Club Conservador.

## Estudios
Estudió contabilidad en Chile e ingeniería en la Universidad de Gante, Bélgica.

## Vida empresarial
Tras ser funcionario de distintos bancos, como el Banco Español Chile, el National City Bank de Santiago y el Trust National Bank of Boston de Buenos Aires, trabajó en la Superintendencia de Sociedades Anónimas de Chile y posteriormente fue corredor de la Bolsa de Comercio de Santiago.
Fue gerente, director y presidente de diversas compañías de distintas áreas productivas.
Entre sus emprendimientos propios destacaron la explotación de su mina "Yaninco", para exportación de cobre y la producción agrícola de sus fundos "El Manzano" de Putaendo y "La Brunina" de Salamanca, llamado así por ser heredado de don Bruno Larrain, abuelo materno de su esposa.

## Carrera política y cargos públicos
Fue miembro del Partido Conservador, donde llegó a ser director general.
En cargos públicos, se desempeñó como inspector de la Superintendencia de Sociedades Anónimas hasta, formó parte de la comisión de gobierno que fue a Magallanes en 1935 y miembro de la comisión chilena en la Conferencia de Paz del Chaco que se reunió en Buenos Aires poniendo fin a la Guerra del Chaco entre Bolivia y Paraguay.
En las elecciones parlamentarias de 1932 fue elegido diputado por la Cuarta Agrupación Departamental "La Serena, Elqui, Ovalle e Illapel". Una vez en el cargo integró la Comisión Permanente de Relaciones Exteriores y Comercio y la Comisión de Hacienda.